# Еврипил (сын Телефа)
Еврипил (др.-греч. Εὐρύπυλος) — персонаж древнегреческой мифологии. Сын Телефа и Астиохи (сестры Приама).
После гибели Париса прибыл на помощь троянцам с войском мисийцев. Совершил ряд подвигов, но убит Неоптолемом. Согласно «Малой Илиаде», убил Махаона. Убил Пенелея. Согласно Гигину, убил Нирея и Махаона. Согласно Квинту Смирнскому, убивает Нирея, Махаона, Пенелея, еще 8 менее известных лиц. Убит Неоптолемом.
У Гомера в связи с Еврипилом упомянуты «кетейцы» и «женские дары», но о чем речь, Страбону непонятно. Формула «женские дары» встречается у Гомера в рассказе об Эрифиле, причем имена сходны. Кетейцев современные ученые отождествляют с хеттами.
Действующее лицо трагедии Софокла «Еврипил» (фр. 210-222 Радт), трагедии Гомера Византийского «Эврипилия».